# Lý Tiểu Nhiễm
Lý Tiểu Nhiễm (sinh ngày 8 tháng 5 năm 1976) là nữ diễn viên người Trung Quốc được biết đến qua các phim truyền hình Như sương như mưa lại như gió, Tạm Biệt Vancouver, Thất kiếm hạ Thiên Sơn, Màn đêm ở Cáp Nhĩ Tân, Không kịp nói yêu em, Nghịch Thủy Hàn.

## Tiểu sử
Cha cô là lính phòng không trong Quân đội Giải phóng Nhân dân Trung Quốc còn mẹ cô là dược sĩ. Lý Tiểu Nhiễm đã từng có 9 năm học chuyên ngành múa dân tộc, năm đó cô là người duy nhất tại Bắc Kinh được tuyển vào Học viện Múa Bắc Kinh nhờ tài năng và kinh nghiệm đã được rèn luyện nhiều năm trước. Dù có kĩ năng tốt nhưng múa lại không phải là niềm yêu thích của cô. Năm 14 tuổi cô từng có ý định bỏ dở nhưng do sự phản đối của giáo viên và cha nên không thành.
Năm 17 tuổi, Lý Tiểu Nhiễm tốt nghiệp Học viện Múa Bắc Kinh đầu quân về làm diễn viên múa cho Đoàn ca múa nhạc Đông Phương trong 3 năm, sau đó cô tiếp tục về làm diễn viên cho Công ty điện ảnh Nguyên Bảo Bắc Kinh và nhận vai diễn trong các phim Như sương như mưa lại như gió, Tạm Biệt Vancouver.

## Đời tư
Lý Tiểu Nhiễm từng gặp rắc rối về tình cảm trong ngành giải trí. Năm 2010, bạn trai của cô là đạo diễn Yên Pha đã bị hành hung. Năm 2011, thủ phạm thừa nhận gây án chính là bạn trai cũ của cô, nhà sản xuất, doanh nhân Tôn Đông Hải, cháu nội của tướng quân đội Tôn Kế Tiên đã thuê nhóm 10 người ra tay. Tôn Đông Hải thậm chí đã ly hôn để đến với Lý Tiểu Nhiễm nhưng cô vẫn kiên quyết chia tay .
Ngày 18 tháng 6 năm 2014, Lý Tiểu Nhiễm cùng người yêu là nhà sản xuất Từ Giai Ninh đến Trường Xuân, Cát Lâm. Ngày hôm sau cả hai đã đến Cục Dân chính đăng ký kết hôn. Từ Giai Ninh được người trong cuộc nhận xét là thẳng thắn và tốt bụng và hai người rất tâm đầu ý hợp.

## Phim

### Truyền hình
| Năm  | Tên                                         | Tên gốc          | Vai                        | Ghi chú                         |
| ---- | ------------------------------------------- | ---------------- | -------------------------- | ------------------------------- |
| 1997 | Bảo Tiêu                                    | 保镖之翡翠娃娃   | Mộ Dung Bạch               |                                 |
| 1998 | Song Phượng Kỳ Án                           | 双凤奇案         | Thu Cúc                    |                                 |
| 1998 | Đến Và Đi                                   | 来来往往         | Đới Hiểu Lôi/ Thời Vũ Bồng |                                 |
| 1998 | Hãy Nhìn Vào Ngày Hôm Nay                   | 还看今朝         | Hồ Hân                     |                                 |
| 1999 | Tổ Sư Đạt Ma                                | 达摩祖师         | Liên Nhi                   |                                 |
| 2000 | Bạch Nhật                                   | 白日             | Hoàng Tự Bình              |                                 |
| 2001 | Cuộc Sống Tươi Đẹp Vì Bạn                   | 生命因你而美丽   | Dịch Mô Hoa                |                                 |
| 2001 | Thái Y Hoàng Triều                          | 皇朝太医         | Lôi Lôi                    |                                 |
| 2001 | Như Sương Như Mưa Lại Như Gió               | 像雾像雨又像风   | An Kỳ                      |                                 |
| 2001 | Love In Sunshine                            | 爱在阳光灿烂时   | Lâm Tâm Đồng               |                                 |
| 2002 | Hoàng Cung Bảo Bối                          | 皇宫宝贝         | Ngọc Minh cách cách        |                                 |
| 2002 | Lãng Tích Thiên Nhai                        | 浪迹天涯         | Kiếm Tú                    |                                 |
| 2002 | Kim Tàm Ti Vũ                               | 金蚕丝雨         | Độc Cô Phượng              |                                 |
| 2003 | Thích Hổ                                    | 刺虎             | Cổ Tú Lan                  |                                 |
| 2004 | Tạm Biệt, Vancouver                         | 别了、温哥华     | Dương Tịch                 |                                 |
| 2004 | Ba Ca Chính Truyện                          | 巴哥正传         |                            | Khách mời                       |
| 2004 | Tài Trí Bao Thanh Thiên                     | 凌云壮志包青天   | Lan Như Thị                |                                 |
| 2004 | Gia Biến                                    | 家变             | Liễu Mông                  |                                 |
| 2005 | Đồng Thoại Paris                            | 巴黎童话         | Lam Ni                     |                                 |
| 2005 | Nghịch Thủy Hàn                             | 逆水寒           | Tức Hồng Lệ                |                                 |
| 2005 | Đại Thanh Tẩy Oan Lục                       | 大清洗冤录       | Ngụy Ỷ Thuyên              |                                 |
| 2005 | Kim Mậu Tường                               | 金茂祥           | Từ Tiểu Man                |                                 |
| 2005 |                                             | 哭也不流泪       | Mai Uyển                   |                                 |
| 2006 | Khả Khả Tây Lý                              | 可可·西里        | Mã Nhị Thư                 |                                 |
| 2006 | Thất Kiếm Hạ Thiên Sơn                      | 七劍下天山       | Nạp Lan Minh Tuệ           |                                 |
| 2006 | Chuyện Tình Ngôi Nhà Trắng                  | 白屋之恋         | Đồng Lôi                   |                                 |
| 2006 | Tiết Nhân Quý Truyền Kỳ                     | 薛仁贵传奇       | Trương mỹ nhân             |                                 |
| 2007 | Bay Cao Những Ước Mơ                        | 梦幻天空         | Trương Sương               |                                 |
| 2007 | Kết Hôn Vì Yêu                              | 为爱结婚         | Lục Di                     |                                 |
| 2007 | Công Huân                                   | 功勋             | Trác Việt                  |                                 |
| 2007 | Gia                                         | 家               | Mai Phân (Mai Biểu Thư)    |                                 |
| 2008 | Âm Đan Sĩ Lâm                               | 阴丹士林         | Khương Vân Tĩnh            |                                 |
| 2008 | Phượng Xuyên Mẫu Đan                        | 凤穿牡丹         | Úc Vô Hà                   |                                 |
| 2008 | Màn Đêm Ở Cáp Nhĩ Tân                       | 夜幕下的哈尔滨   | Lư Thư Ảnh                 |                                 |
| 2009 | Nhân Gian Tình Duyên                        | 人间情缘         | Tần Thiến                  |                                 |
| 2009 | Nhất Đại Thần Tướng Lại Bố Y                | 一代神相賴布衣   | Lan Hinh công chúa         | Tên khác: Lại Bố Y truyền kỳ    |
| 2009 | Quân Y                                      | 军医             | Quách Tam Muội             |                                 |
| 2009 | Cố Mộng                                     | 故梦             | Uông Liên Quân             |                                 |
| 2010 | Nam Hạ                                      | 南下             | Chu Ngọc                   |                                 |
| 2010 | Không Kịp Nói Lời Yêu Em                    | 来不及说我爱你   | Doãn Tĩnh Uyển             |                                 |
| 2011 | Xuân Ấm Hoa Nở                              | 春暖花开         | Diệp Hiểu Vi               |                                 |
| 2012 | Nhật Ký Lấy Chồng Của Tiền Đa Đa            | 钱多多嫁人记     | Tiền Đa Đa                 |                                 |
| 2012 | Liên Hoa                                    | 莲花             | Liên Hoa                   |                                 |
| 2013 | Đêm Nay Thiên Sứ Giáng Trần                 | 今夜天使降临     | Lâm Đình                   |                                 |
| 2013 | Anh Hùng Duy Nhất                           | 独有英雄         | Phấn Điệp                  |                                 |
| 2014 | Đại Trượng Phu                              | 大丈夫           | Cố Hiểu Quân               |                                 |
| 2014 | Đại Hà Nhi Nữ                               | 大河儿女         | Diệp Phi Hà                |                                 |
| 2015 | Kích Chiến                                  | 激战             | Quan Dĩnh                  |                                 |
| 2015 | Bài Ca Tốt Nghiệp                           | 毕业歌           | Tang Hà                    |                                 |
| 2015 | My Wife is Born After the 80s / Pretty Wife | 老婆大人是80后   | Uông Tiểu Lộc              |                                 |
| 2016 | Tả Muội Huynh Đệ                            | 姐妹兄弟         | Đường Tiểu Tuyết           |                                 |
| 2016 | Kẻ Truy Kích                                | 追击者           | Phó Vân                    |                                 |
| 2016 | Ma Tước                                     | 麻雀             | Thẩm Thu Hà / Xuân Dương   |                                 |
| 2016 | Hey, Kids                                   | 嘿，孩子         | Cổ Nguyên Nguyên           |                                 |
| 2017 | Phú Điền Phong Vân                          | 富滇风云         | Dương Ánh Chân             | Quay năm 2011                   |
| 2017 | Phong Tranh                                 | 风筝             | Lâm Đào                    | Quay năm 2013                   |
| 2018 | Cuộc Sống Tươi Đẹp                          | 美好生活         | Lương Hiểu Tuệ             |                                 |
| 2018 | Next Time, Together Forever                 | 下一站，别离     | Thịnh Hạ                   |                                 |
| 2018 | Nguyệt Tẩu Tiên Sinh                        | 月嫂先生         | Na Na                      |                                 |
| 2019 | Nhân Danh Pháp Luật                         | 因法之名         | Trâu Đồng                  |                                 |
| 2019 | Bạn Trai Người Máy Của Tôi                  | 我的机器人男友   | Uông Vũ Phi                | Diễn xuất đặc biệt              |
| 2019 | Cuộc Gọi Bí Ẩn                              | 时空来电         | Hà Quân                    | Web drama                       |
| 2019 | Khánh Dư Niên                               | 庆余年           | Trưởng công chúa           |                                 |
| 2020 | Thu Thiền                                   | 秋蝉             | Giang Nguyệt               |                                 |
| 2020 | Cùng Nhau                                   | 在一起           | Giang Xán                  | Phần phim Tìm kiếm trong 24 giờ |
| 2021 | Vinh Quang Và Mộng Tưởng                    | 光荣与梦想       | Tống Khánh Linh            |                                 |
| 2022 | Đời Này Có Em                               | 今生有你         | Đàm Tĩnh                   |                                 |
| 2022 | Lâm Thâm Kiến Lộc                           | 林深见鹿         | Giản Ngải                  |                                 |
| 2023 | Tam Thể                                     | 三体             | Thân Ngọc Phi              |                                 |
| 2023 | Ngày Tháng Của Chúng Ta                     | 我们的日子       | Lưu Thục Hà                |                                 |
| 2023 | Đúng Lúc Gặp Được Em                        | 正好遇见你       | Uông Hi Ninh               |                                 |
| 2024 | Pháo Hoa Nhân Gia                           | 烟火人家         | Mạnh Dĩ An                 |                                 |
| 2024 | Khánh Dư Niên 2                             | 庆余年 第二季    | Trưởng công chúa           |                                 |
| 2024 | Đấu La Đại Lục: Nhiên Hồn Chiến             | 斗罗大陆之燃魂战 | Bỉ Bỉ Đông                 |                                 |
| 2025 | Ô Vân Chi Thượng                            | 乌云之上         | Chu Tuyết Mạn              |                                 |
| TBA  | Thế Giới Sau Sinh                           | 产后世界         | Ngô Đồng                   |                                 |

### Phim điện ảnh
| Năm  | Tên phim                   | Tên tiếng Hoa  | Tên tiếng Anh                    | Vai diễn           | Ghi chú                              |
| ---- | -------------------------- | -------------- | -------------------------------- | ------------------ | ------------------------------------ |
| 2000 | Đám Cưới Xanh              | 绿色婚礼       | Green Wedding                    | Chu Tình           |                                      |
| 2000 |                            | 谁让咱们是亲戚 |                                  | Lộ Lộ              |                                      |
| 2002 | Hung Trạch U Linh          | 凶宅幽灵       | Ghosts                           | Trương Ái Thu      |                                      |
| 2002 | Thiên Sứ Không Cô Đơn      | 天使不寂寞     | No Lonely Angels                 | Diệp Phồn          |                                      |
| 2004 | Trò Chơi Giết Người        | 天黑请闭眼     | The Game of Killing              | Ngải Liên          |                                      |
| 2006 | Con Gái Ông Chủ Vườn Thuốc | 植物学家的女儿 | The Chinese Botanist's Daughters | Trần An            | Sản xuất bởi Luc Paul Maurice Besson |
| 2006 | Long Hổ Môn                | 龙虎门         | Dragon Tiger Gate                | La Sát Nữ          |                                      |
| 2008 | Mất Kiểm Soát              | 过界           | Out of Control                   | Lý Tiểu An         |                                      |
| 2010 | Đông Phong Vũ              | 东风雨         | East Wind Rain                   | Hác Bích Nhu       |                                      |
| 2010 | Không Người Lái            | 无人驾驶       | Driverless                       | Thường Thanh       |                                      |
| 2011 | Võ Hiệp                    | 武侠           | Swordsmen                        | Vợ của Từ Bách Cửu |                                      |
| 2011 |                            | 一夜未了情     | To Love or Not                   | Cố Đình            |                                      |
| 2013 |                            | 爱情不NG       | Love Retake                      | Ngô Địch           |                                      |
| 2013 | Tàn Chiến                  | 止杀令         | An End to Killing                | Nữ Khiết Đan       |                                      |
| 2013 | Hoa Dạng                   | 花漾           | Ripples Of Desire                | Chân Phù Dung      |                                      |
| 2014 | Sơn Ca                     | 夜莺           | The Nightingale                  | Nhậm Thiến Ảnh     |                                      |

## Giải thưởng
| Năm  | Liên hoan phim                            | Đề cử                                       | Để cử cho           | Kết quả   | Ghi chú |
| ---- | ----------------------------------------- | ------------------------------------------- | ------------------- | --------- | ------- |
| 2005 | Xuân Yến                                  | Nữ diễn viên phụ xuất sắc nhất              | Tạm biệt, Vancouver | Đoạt giải | [ 5 ]   |
| 2014 | Bạch Ngọc Lan                             | Nữ diễn viên xuất sắc nhất                  | Đại trượng phu      | Đề cử     |         |
| 2014 | Bạch Ngọc Lan                             | Nữ diễn viên nổi tiếng nhất                 | Đại trượng phu      | Đoạt giải | [ 6 ]   |
| 2016 | Hoa Đỉnh                                  | Nữ diễn viên xuất sắc nhất chủ đề đương đại | Bài ca tốt nghiệp   | Đề cử     |         |
| 2018 | Hoa Đỉnh                                  | Nữ diễn viên phụ xuất sắc nhất              | Phong tranh         | Đề cử     | [ 7 ]   |
| 2018 | Hoa Đỉnh                                  | Nữ chính xuất sắc nhất dòng phim hiện đại   | Cuộc sống tươi đẹp  | Đề cử     | [ 7 ]   |
| 2020 | Diễn viên xuất sắc truyền hình Trung Quốc | Nữ diễn viên xuất sắc nhất - Bảng Lam       | Khánh Dư Niên       | Đề cử     | [ 8 ]   |